# Peter Läng
Peter Läng (* 16. April 1986 in Zürich) ist ein ehemaliger thailändisch-Schweizer Fussballspieler.

## Karriere

### Verein
Peter Läng wurde in Zürich als Sohn einer Thailänderin und eines Schweizers geboren. Läng hat einen Bruder und drei Schwestern, die anders als er in Thailand geboren wurden. Im Alter von sechs Jahren fing Läng an seiner Schule mit dem Fussballspielen an. Kurze Zeit später bat er seine Eltern, ihn zur Fussballschule anzumelden; die Eltern kamen seinem Wunsch nach und ermöglichten ihm den Besuch einer großen Fussballschule in Zürich. Sein erster Verein wurde in dieser Zeit der FC Altstetten. Ab 2001 spielte Läng dann in der Jugendabteilung des FC Winterthur. Von 2002 bis 2004 besuchte Läng die Max Weber-Schule in Freiburg. 2004 wechselte er zur U-19 des SC Freiburg, für welche er in der Saison 2004/05 elf Spiele bestritt. Anschliessend ging Läng zurück in die Schweiz, wo er einen Vertrag bei der U-21 des FC Basel erhielt. In seiner Zeit beim FC Basel war er Stammspieler in der Zweiten Mannschaft und gewann mit dem Team 2006/07 die Staffel Nordschweiz in der dritthöchsten Spielklasse. Seit der Saison 2007/08 spielte Peter Läng für den Zweitligisten FC Schaffhausen. Im Juli 2010 wechselte er zum thailändischen Erstligisten FC Bangkok Glass. Am 15. August 2010, im Spiel gegen die FC Royal Thai Army, gab Peter Läng sein Debüt in der Thai Premier League. Dort war er fast vier Jahre aktiv und im Frühjahr 2014 kehrte er in die Schweiz zurück und ging zum FC Bazenheid. Anschließend spielte er noch von 2017 bis 2020 für den FC Wängi und beendete dann seine aktive Karriere.

### Nationalmannschaft
Im Jahr 2007 bestritt er ein Spiel für die Schweizer U-21-Nationalelf, nachdem er bereits zuvor alle Altersklassen ab der U-15 durchlaufen hatte. Altersklassenübergreifend bestritt er dabei 55 Spiele und erzielte sechs Tore. Da Läng sowohl die Schweizer als auch die thailändische Staatsbürgerschaft besitzt und noch nicht für die Erwachsenenmannschaft der Schweiz aufgelaufen war, erhielt er im Mai 2009 eine Einladung der thailändischen Nationalelf für das Spiel gegen den Bahrain. Er wurde am Ende jedoch nicht nominiert. Kurze Zeit später wurde er erneut zur Nationalmannschaft eingeladen: Am 18. Juli 2009 absolvierte er gegen Pakistan sein erstes Länderspiel für Thailand, vier Tage später wurde er im Freundschaftsspiel gegen den FC Liverpool eingewechselt. Im Qualifikationsspiel zur Asienmeisterschaft 2011 gegen Singapur am 14. November 2009 absolvierte er sein erstes Pflichtländerspiel. Er wurde in der 53. Minute des Spiels eingewechselt. Insgesamt absolvierte Läng bis 2010 fünf Partien für die Südostasiaten. 